# Канканай
Канканай - народ на Филиппинах из группы филиппинских горных народов. Общая численность - 240 000 чел. Населяют горные районы о. Лусон.

## Язык и происхождение
Среди канканаев выделяется этническая группа лепанто, которая иногда рассматривается, как отдельная народность. Собственно канканаи живут на севере ареала их расселения, а лепанто - на юге. Наиболее близки канканаям по культуре инибалои и бонтоки. 
Предположительно этот народ происходит от равнинных племен, а расселился в горах с целью поиска золота.
Язык - канканай. Диалекты - соб. канканай, бакун, баукок, бугиас, капанга, кибунга, манкайя, лепанто.
См. Филиппинские языки, австронезийские языки.

## Хозяйство
Основные занятия - пашенное террасное поливное земледелие, рисоводство, культивация батата, таро и кофе, разведение домашнего скота, быков-карабао, свиней, лошадей, птиц, добыча и обработка золота, торговля золотом с соседями. Развиты ещё некоторые ремесла.

## Традиции
Деревни крупные, разбросанной планировки, делятся на кварталы(ато). Жилище - наземное, с каменным фундаментом. Стены делаются из дерева или бамбука, крыша - из соломы или из травы.
Одежда и пища практически такая же, как у других горных народов. В качестве украшений женщины носят обручи на шее, мужчины - ленту на голове.
По общественному устройству канканаи почти не отличаются от близких им бонтоков, инибалоев и других горных народов. Общиной руководит вождь и совет(тонг-тонг). Общество делится на богатых(акнанг), средних, бедных(абитуг).
Семья преобладает малая, поселение - билокальное, неолокальное(См. Локальность). Счет родства - билатеральный(См. Билатеральность, Латеральность). У богатых распространена полигиния. Сохраняются выкуп за невесту и помолвка в детском возрасте. Развит фольклор. Практикуется шаманство и жертвоприношения. Сохраняются церемонии - пережитки обычая охоты за головами. 